# Stadtbibliothek Reinickendorf
Die Stadtbibliothek Reinickendorf (ⓘ) ist ein öffentliches Bibliothekssystem in Trägerschaft des Bezirks Reinickendorf von Berlin, Abteilung Schule, Bildung und Kultur. Die Bibliothek weist einen Medienbestand von rund 200.830 auf, die im Jahr 2022 von 362.745 Besuchern etwa 1,4 Millionen Mal entliehen wurden. Darüber hinaus organisierte die Bibliothek im gleichen Zeitraum 1372 Veranstaltungen, Führungen und Ausstellungen.

## Besondere Merkmale der Bezirkszentralbibliothek in Tegel
Eine städtebauliche Attraktion stellt die im Rahmen der Internationalen Bauausstellung 1987 entworfene und 1989 eröffnete Humboldt-Bibliothek dar. Das lang gestreckte Gebäude mit klassizistisch inspiriertem Eingangsbereich hat der Architekt Charles Moore in postmoderner Ausrichtung kreiert. Von innen bietet es ein eindrucksvolles Raumerlebnis, in dem verschiedene Architekturepochen sich mischen. Durch die im Innenraum vorhandenen offenen Flächen ist sie gut geeignet für Lesungen, Ausstellungen, Konzerte sowie Preisverleihungen. Ein vielfältiges Kulturprogramm und umfängliches Veranstaltungsangebot sorgen diesbezüglich für eine intensive Nutzung.

## Weitere Bibliotheksstandorte und Zusatzangebote
Derzeit befinden sich 5 verschiedene Einrichtungen im ganzen Bezirk verteilt sowie die Fahrbibliothek mit zwei Bussen und 11 Haltestellen. (Stand 2020)
|                                                                           | Adresse                                            | Ortsteil             | Bestand |
| ------------------------------------------------------------------------- | -------------------------------------------------- | -------------------- | ------- |
| Humboldt-Bibliothek Bezirkszentralbibliothek Kinder- und Jugendbibliothek | Karolinenstraße 19, 13507 Berlin                   | Tegel                | 130.000 |
| Bibliothek im Märkischen Viertel                                          | Wilhelmsruher Damm 142c, 13439 Berlin Fontane-Haus | Märkisches Viertel   | 26.000  |
| Bibliothek am Schäfersee (Stadtteilbibliothek Reinickendorf-Ost)          | Stargardtstraße 11–13, 13407 Berlin                | Reinickendorf        | 32.000  |
| Stadtteilbibliothek Reinickendorf-West                                    | Auguste-Viktoria-Allee 29–31, 13403 Berlin         | Reinickendorf        | 16.000  |
| Stadtteilbibliothek Frohnau                                               | Fuchssteinerweg 17, 13465 Berlin                   | Frohnau              | 27.000  |
| Fahrbibliothek                                                            | Der GROSSE Bücherbus                               | Der KLEINE Bücherbus | 29.000  |

Die Stadtbibliothek Reinickendorf nimmt am Verbund Öffentlicher Bibliotheken Berlins (VÖBB) teil und ist an den bundesweiten Fernleihverkehr angeschlossen.
Verschiedenste Veranstaltungen für Kinder und Erwachsene finden regelmäßig in den verschiedenen Bibliotheken in Reinickendorf statt.

## Projekte
Mit dem Ziel die Bibliothek am Schäfersee als festen Lern- und Kulturort im Lette-Kiez in Berlin zu profilieren, wurde das Projekt STAERKER ins Leben gerufen. Im Zeitraum von 2012 bis 2014 werden zahlreiche bauliche und strukturelle Verbesserungen, wie die Errichtung einer Zeitungsleseecke, die Erweiterung des Internetangebots und der Ausbau des interkulturellen Buchbestandes, vorgenommen. Die Finanzierung erfolgte aus Mitteln des Berliner Programms BIST – Bibliotheken im Stadtteil des EFRE (Europäischer Regionalfonds).
Das Projekt POSITIV ist ein Beitrag zur Partizipation von Kindern und Jugendlichen unterschiedlicher Herkunft im Märkischen Viertel. Dafür wird die Stadtteilbibliothek Märkisches Viertel zum Treffpunkt sowie Lern-, Veranstaltungs- und Austauschort ausgebaut. Neben der Aufstockung des Medienbestandes, insbesondere der zweisprachigen Bücher, der Anschaffung von bequemeren Mobiliar und notwendigen baulichen Maßnahmen werden neue zielgruppengerechte Veranstaltungen konzipiert und durchgeführt. Auch dieses Projekt wird aus Mitteln des Programms BIST – Bibliotheken im Stadtteil kofinanziert.
Mit der Beteiligung am Projekt TENIVER – Technologische Innovation in der Informationsversorgung ebenfalls aus Mitteln der EFRE hat Reinickendorf die Selbstverbuchung von Medien mit Hilfe der RFID-Technik eingeführt.
Mit dem Projekt „HumBot Coding und Robotik Space“ konnte die Stadtbibliothek Reinickendorf gemeinsam mit drei weiteren Berliner Stadtbibliotheken im Jahr 2018 einen Wettbewerb des Verbundes Öffentlicher Bibliotheken Berlins (VOEBB) zur Einrichtung von Makerspaces gewinnen. Seitdem hat die Humboldt-Bibliothek zahlreiche Roboter im Bestand zum Ausleihen und Ausprobieren für die Bibliotheksbenutzer, mit denen auf spielerische Art und Weise erste Erfahrungen mit Programmieren gesammelt werden können. Erleichtert wird der Einstieg in die Materie in regelmäßig stattfindenden bibliothekseigenen Veranstaltungen, u. a. auch in der Bibliothek im Märkischen Viertel.